# Michael Spence
Michael Spence (n. 7 noiembrie 1943, Montclair, New Jersey, SUA) este un economist american, laureat al Premiului Nobel pentru economie în anul 2001.